# وليد مسلوب
وليد مسلوب (بالفرنسية: Walid Mesloub)‏ ، لاعب كرة قدم جزائري من مواليد 4 سبتمبر 1985 بيفالين، فرنسا ، و لعب سابقاً مع المنتخب الجزائري وهو يلعب في منصب وسط الميدان .

## مسيرته
- يعتبر مسلوب من أفضل الهدافين في فريق لوهافر بسبب تسجيله في كل مباراة هدف أو هدفين وبذلك فهو له نجاعة تسجيلية خارقة .
- يوم 25 أكتوبر 2010 ، وضع اسم وليد مسلوب في القائمة الرسمية للمنتخب الجزائري للمشاركة في مباراة لكسمبورغ التحضيرية .

## روابط خارجية
- وليد مسلوب على موقع رابطة كرة القدم الفرنسية للمحترفين (الإنجليزية)
- وليد مسلوب على موقع قاعدة بيانات كرة القدم.إي يو (الإنجليزية)
- وليد مسلوب على موقع ناشيونال فوتبول تيمز (الإنجليزية)
- وليد مسلوب على موقع Soccerway.com (الإنجليزية)
- وليد مسلوب على موقع AS.com (الإسبانية)